# Histoire de l'île de Pâques
Pour un article plus général, voir Île de Pâques.
L’histoire de l’île de Pâques comporte trois périodes :
1. la période pré-anthropique : c’est l’histoire naturelle de l’île, depuis sa surrection en tant qu’ensemble volcanique il y a 750 000 ans aux marges de la plaque de Nazca, à la croisée de la dorsale est-Pacifique et de celle du Chili[1] et jusqu’à l’arrivée des premiers humains, en passant par la mise en place progressive de la flore (graines apportées par les vents, les courants ou les oiseaux dans leur plumage et leurs déjections) et de la faune initiales ; l’éruption la plus récente date d’un peu plus de 100 000 ans même si des fumerolles émanent encore du cratère Rano Kau[2] ;
2. la période anthropique ancienne, dite aussi localement matamua soit « autrefois » en langue Rapanui ou encore Haumaka de l'un des noms du premier découvreur mythique Hotu Matu'a, débute avec l’arrivée des premiers polynésiens, vers l’an 400 de notre ère selon les estimations hautes, vers 1200 selon les estimations basses ; cette période a donné lieu, ici comme ailleurs en Polynésie, à de nombreuses spéculations, faute de documents écrits et de descriptions précises des pratiques, us, coutumes et croyances (les tablettes rongorongo ont été interprétées comme des supports visuels pour réciter les généalogies mythiques) ;
3. la période anthropique moderne commence avec l’arrivée des Européens qui entrent en contact avec la société matamua au XVIIIe siècle ; cette période connaît dans le courant des XIXe et XXe siècles de profonds changements de population et le ratissage de sa végétation d’origine par les élevages ovins.

Au XXIe siècle la société pascuane, qui s’auto-identifie comme Rapanui, vit dans le cadre politique chilien, et y reconstruit sa culture, ses traditions et sa dignité, tandis que les archéologues exhument son patrimoine artistique et monumental, et que les anthropologues l’interprètent à la lumière de leur compétence, plutôt génétique, linguistique ou paléo-environnementale pour les uns, plutôt culturelle, mythologique, littéraire ou fantastique pour d’autres.

## Premiers peuplements

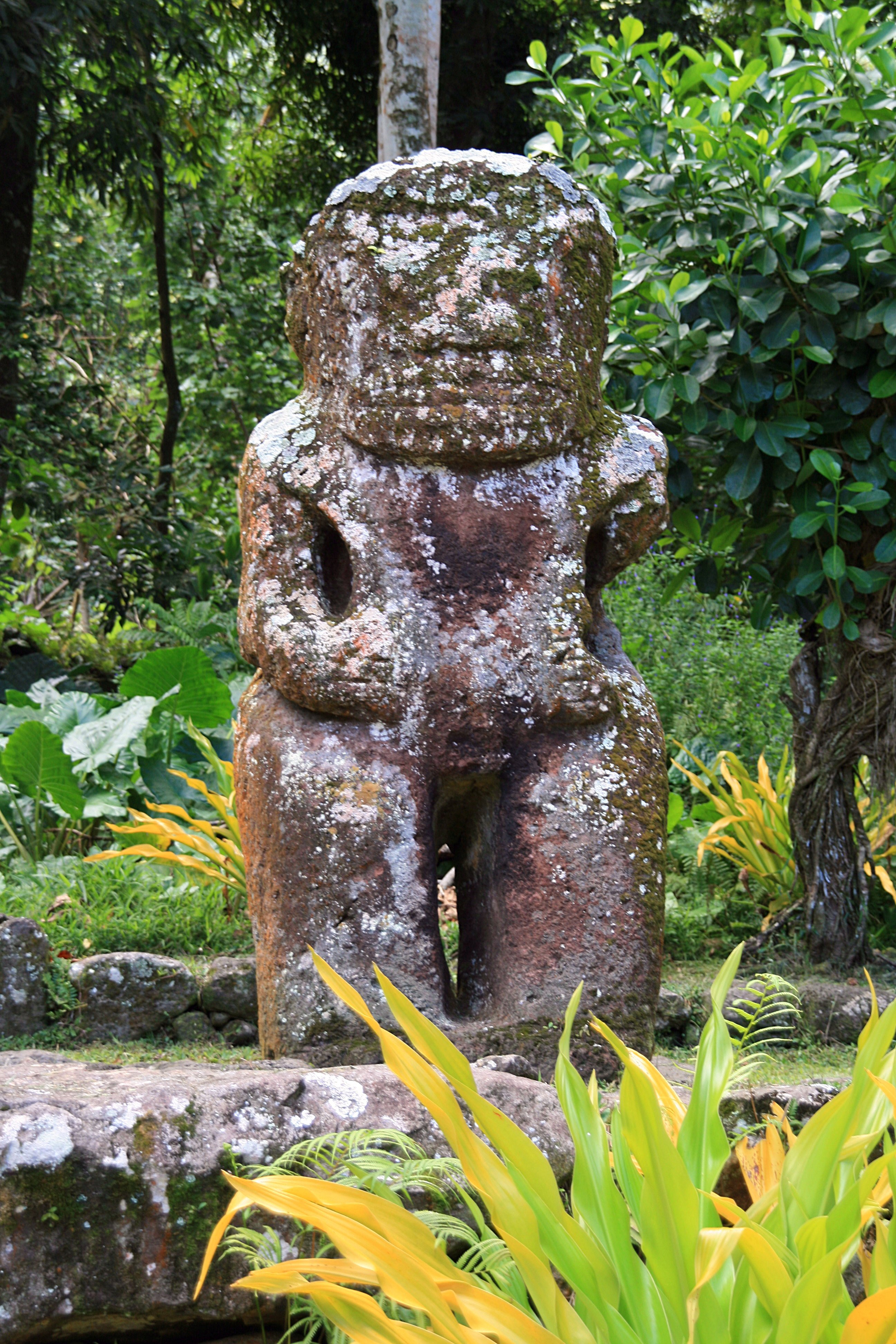
Tiki du chef Taka'i'i à Mea'e Te l'Ipona, près de Puamau, dans Hiva (Îles Marquises).

Bien que les analyses génétiques révèlent une origine clairement austronésienne comme dans toute la Polynésie et que la langue māori de l’île soit elle aussi austronésienne, l’origine des insulaires mais surtout de leur civilisation reste controversée, en raison de similitudes entre les formes du mégalithisme circum-pacifique et de l’existence de mots communs aux langues austronésiennes et à celles d’Amérique du Sud (par exemple kumara, la patate douce). Ces traits communs démontrent des contacts, mais ne prouvent pas qu’il y a eu peuplement sud-américain en Polynésie ou peuplement polynésien en Amérique du Sud, de sorte que toutes les hypothèses sont envisageables.
Quoi qu’il en soit, les polynésiens ont pu, grâce à leurs vakas (vaisseaux de haute mer, pouvant transporter plusieurs familles, du taro, des noix de coco, des poulets…) naviguer des îles Marquises (à 3 200 km) ou bien des îles Tuamotu (Mangareva, à 2 600 km) en passant par Pitcairn (située à 2 000 km) jusqu’à l’île de Pâques où ils ont pu reconstituer leurs paysages, leurs cultures et leur civilisation. Une reconstitution de ce périple, effectuée en 1999, à partir de Mangareva sur des embarcations polynésiennes, a demandé 17 jours de navigation.
La date du peuplement humain de l’île par n’est pas déterminée avec précision mais se situe dans une fourchette allant du Ve siècle au plus tôt au XIIIe siècle au plus tard.

### Noms de l’île au cours de l’histoire
Les habitants d’origine polynésienne ont plusieurs dénominations de l’île, que les Européens ont ultérieurement réinterprétées :
- avant les changements de population postérieurs à 1861, la tradition orale matamua rapporte que le nom de l’île était Haumaka ou plus exactement Te kainga a Hau Maka (le bout de terre de Hau Maka, également connu comme Hau Mata, Hao Matuha ou Hotu Matu’a)[9] ; Alfred Métraux donne aussi Hiti-ai-Rangi, Hanga-Oaro et Hanga-Roa, nom conservé jusqu’à nos jours par la capitale de l’île[10] ;
- Te pito o te henua en rapanui désignait, selon la tradition orale, un lieu-dit à l’intérieur de l’île où se tenaient les palabres entre iwi (clans), mais Alphonse Pinart dans son Voyage à l’île de Pâques (1877), a interprété ce toponyme comme étant le nom de l’île et comme signifiant le « nombril du monde » ; d’autres interprétations sont « le nombril de la terre », « le centre de la terre » ou « la fin des terres » ;
- Rapa Nui (la grande Rapa) a été popularisée tardivement (XIXe et XXe siècles), entre autres par l’explorateur Thor Heyerdahl, après la décimation de 1861, mais ce sont les matelots de Rapa, la petite, en Polynésie française, qui ont donné ce nom[11], généralement adopté par la population actuelle[12] ;
- enfin Matakiterani est une déformation de Mat’aki te rangi ou Mat’aki te u’rani (les « yeux qui regardent le ciel » ou « du ciel »), du nom d’îles connues des Mangareviens dans l'est des îles Gambier et citées par Honoré Laval[13].

## Les polynésiens et l’île de Pâques

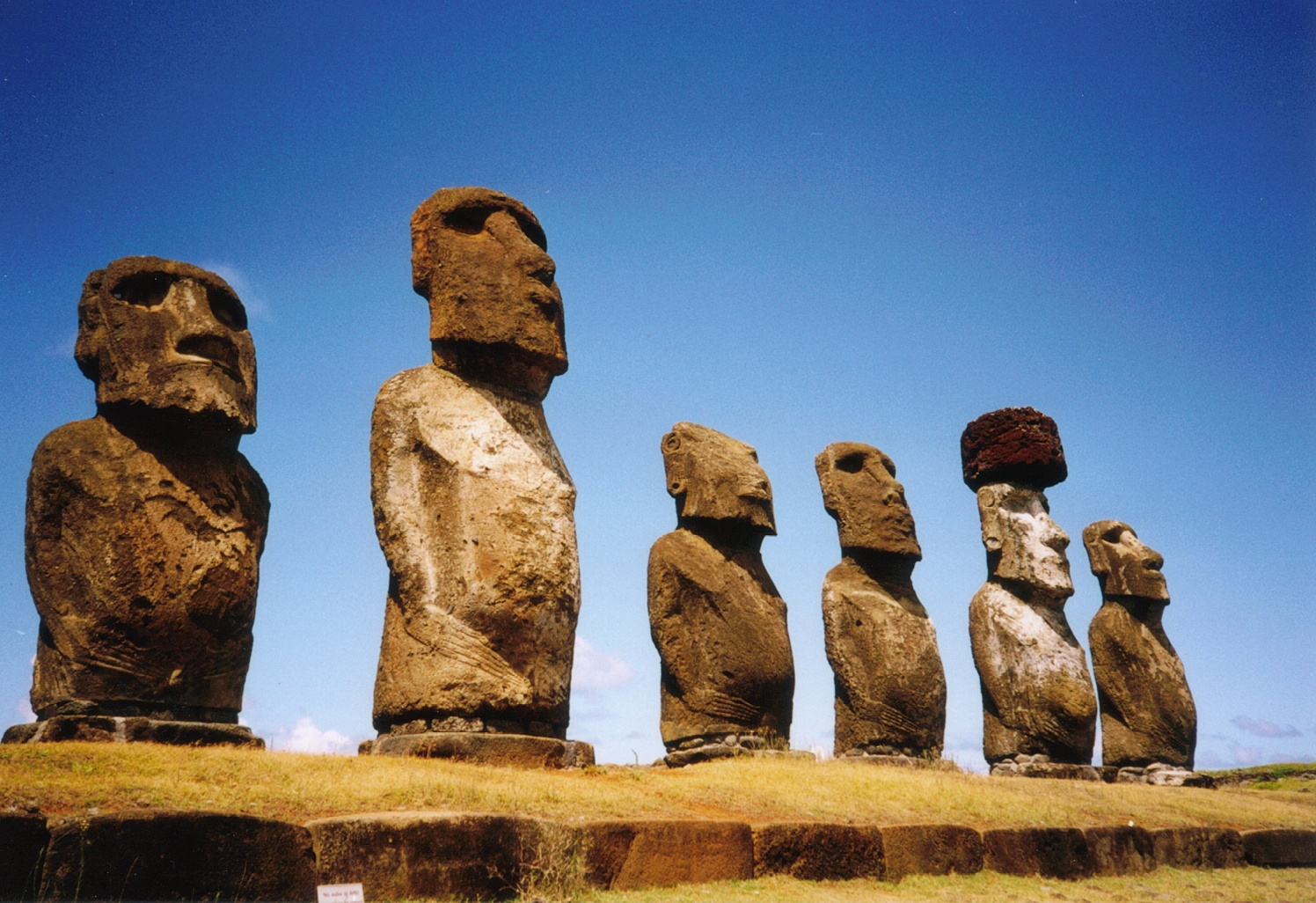
Moaïs sur leur ahu

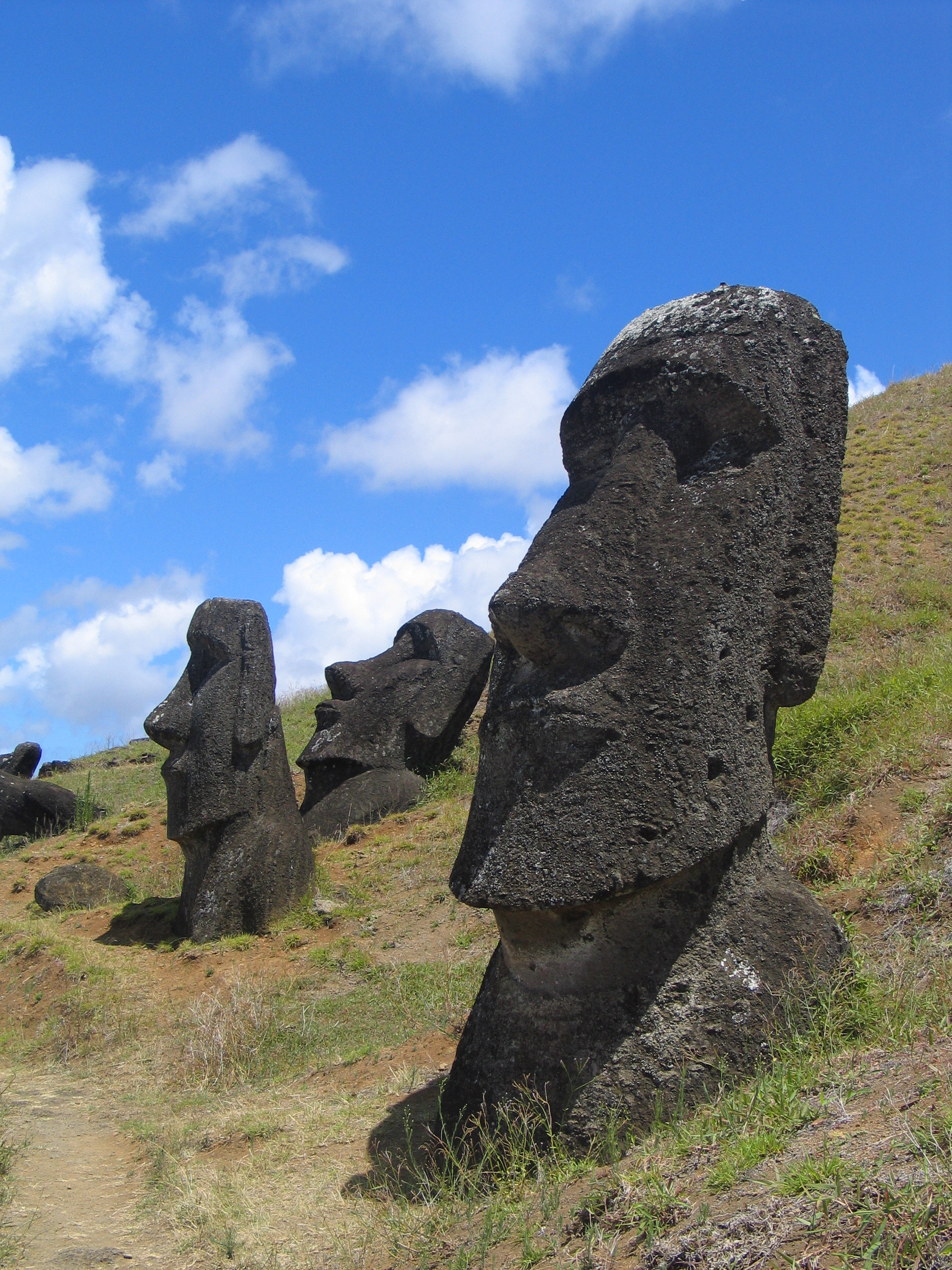
Moaïs inachevés dans la carrière du Rano Raraku

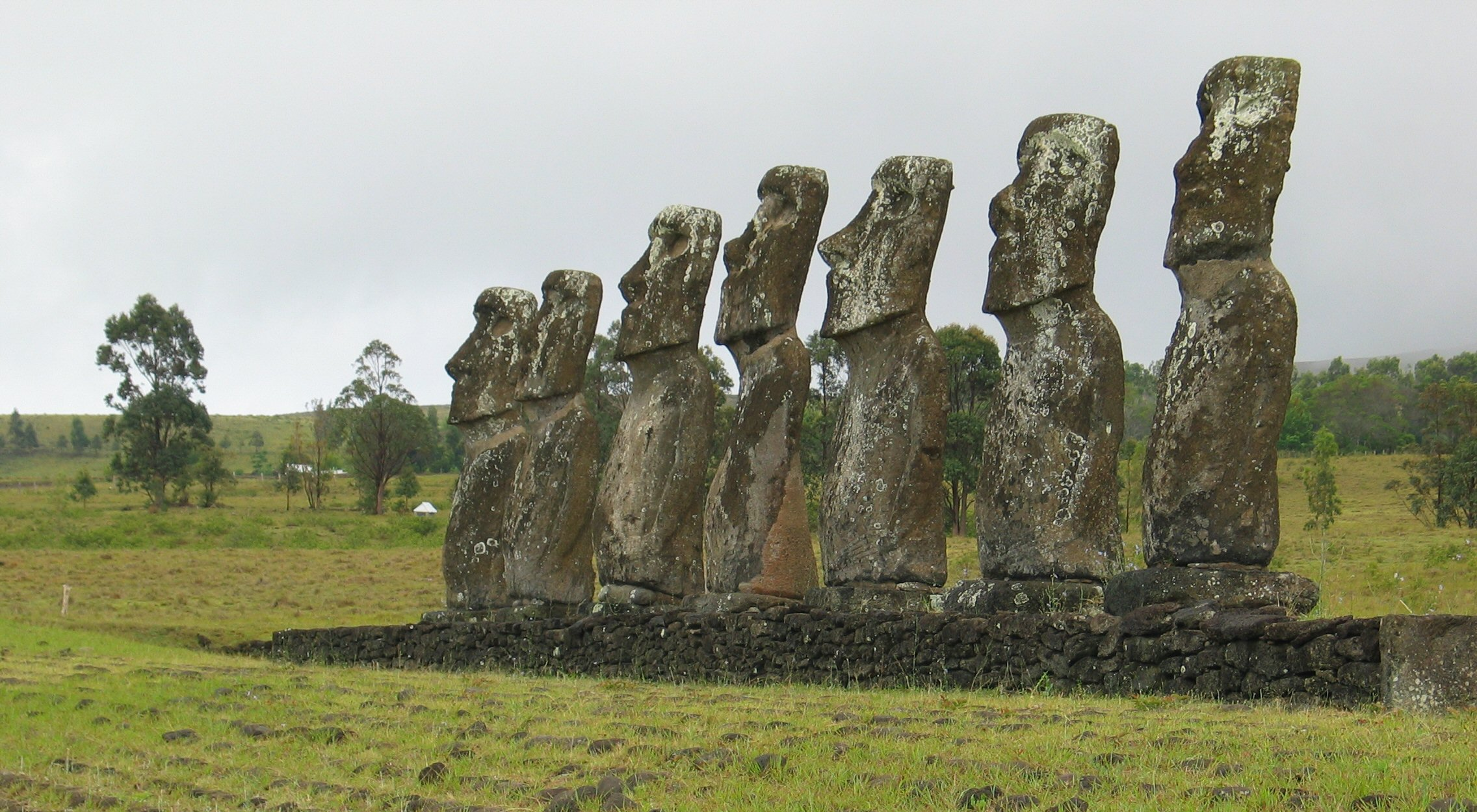
Moaïs de l’ahu d’Aka’hivi

Les premiers humains arrivés sur l’île, conduits selon la tradition orale par un chef appelé Haumaka ou Hotu-Matu'a, ont formé une société bien adaptée à son environnement, appelée matamua (« ceux d'autrefois » en maori rapanui). En une première période, le culte des ancêtres s’est traduit par l’érection de centaines de statues moaï puis, dans les années 1500 à 1600, l’assise religieuse de la société matamua changea. La construction des statues et des plateformes cérémonielles cessa, le culte de Make-make et de l’homme oiseau Tangata manu prit de l’importance. Les matamua en étaient là lorsque les maladies apportées par les Européens et les déportations (l’esclavage pratiqué par les Péruviens) réduisirent à cent onze personnes leur population.

### Gestion de l’environnement
Sur le plan environnemental, flore et faune de l’île sont très semblables à celles des autres îles polynésiennes (par exemple la fougère Microlepia strigosa, le Sophora toromiro, le Hauhau Triumfetta semitrebula, le Mahute Broussonetia papyrifera ou le Ti Cordyline terminalis, les poulets, les rats. On discute de la réalité d’une catastrophe écologique due à l’inconséquence des matamua, qui auraient pu provoquer une crise environnementale en abattant tous les arbres de l’île pour transporter leurs idoles. Une telle crise a pu provoquer les conflits tribaux évoqués par la tradition orale. Une autre thèse attribue la déforestation à une conséquence d'un Méga El Niño ayant perduré plusieurs mois vers l'an 1700, car la déforestation intensive ne correspondrait pas aux méthodes de gestion des terres par les polynésiens.
Mais la pédologie, la palynologie et les témoignages antérieurs au XIXe siècle ne prouvent pas l’existence d’une crise ancienne, tandis qu’il est certain et documenté que l’installation des planteurs européens et de leurs élevages ovins a profondément modifié la végétation de l’île : les forêts de toromiro disparurent, entraînant l’érosion des sols.
Sur le plan culturel, l’action des missionnaires européens (initialement français comme Eugène Eyraud, et plus tard allemands comme Sebastian Englert) et l’arrivée des marins et des ouvriers agricoles Rapanais qui se mêlèrent aux autochtones matamua, contournèrent l’identité de l’actuel peuple Rapa Nui, désormais catholique.

### Société de clans
À l’époque de la découverte par Jakob Roggeveen, une dizaine d’iwi (clans familiaux) se partageaient l’île à partir des hameaux d’Aka'hanga, Anakena, Heiki'i, Mahetua, Taha'i, Tepe'u, Terevaka, Tongariki, Va'i Mata et Vinapu ; leurs terroirs (vai'hu ) se rencontraient au centre de l’île, en un lieu (sacré, et réservé aux palabres) appelé Te pito o te fenua (« le nombril de la terre » souvent traduit à tort comme « le nombril du monde ») ; leurs ahu (plates-formes à moaï, le plus souvent dressées au bord de l’océan) étaient aussi appelés Mat’a kite u’rani (les yeux qui regardent le ciel ou du ciel, ce qui est logique pour des représentations d’ancêtres divinisés, mais a été interprété par les Européens de manière parfois très fantaisiste).

### Moaïs

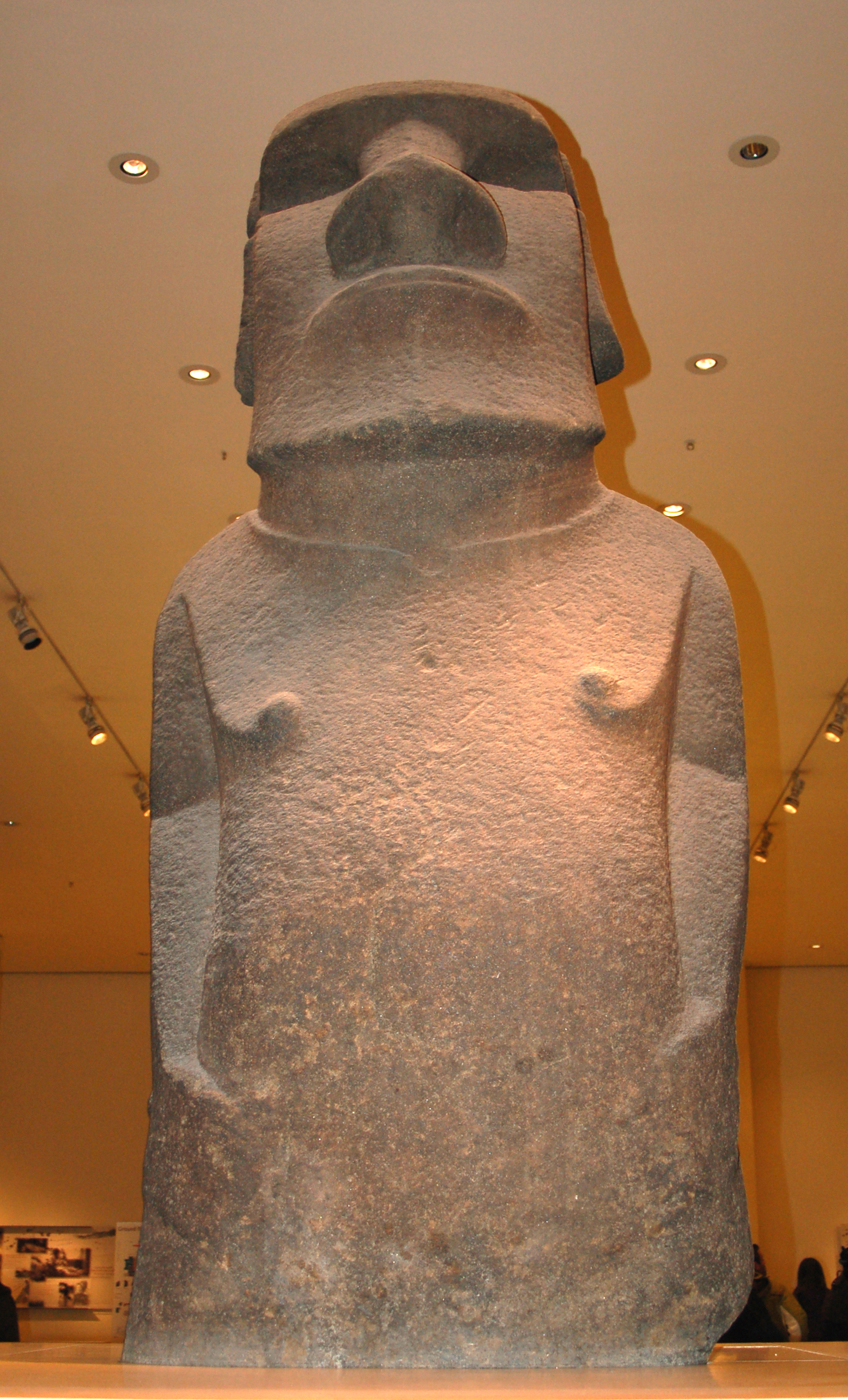
Moaï dit Hoa Hakananai'a, d'Orongo, sur l'île de Pâques, actuellement au British Museum.

Ces grandes statues représentant des ancêtres divinisés proviennent d’une carrière située sur les flancs et dans le cratère du volcan nommé Rano Raraku. Environ 360 sont terminées et dressées au pied de la pente, et un nombre approximativement égal sont inachevées (à divers stades entre l’ébauche à la finition). Le plus grand qui ait été érigé mesure 10 m de hauteur et pèse 75 t. L’un des inachevés fait 21 m de hauteur pour une masse estimée à 270 t. Les plus anciens moaï ressemblent beaucoup aux tikis que l’on peut voir dans les îles de Polynésie (Hiva Oa des Marquises, Tahiti…). L’abandon des moaï et de leur production a suscité de nombreuses théories, allant de la disparition des arbres nécessaires au transport de ces colosses (parfois sur près de 15 km) jusqu’à l’intervention d’extraterrestres, en passant par un séisme suivi d’un tsunami et, dans tous les cas, d’une guerre civile.
Avant le XIXe siècle, Roggeveen, González, Cook et La Pérouse trouvent et représentent sur l’île des plateformes ahu portant des moaï debout. L'île est déjà complètement dépourvue de grands arbres, comme le note déjà Roggeveen en 1722,. La situation étonne La Pérouse qui s'interroge sur la manière dont les Pascuans ont déplacé et érigé leurs statues. En revanche, au XIXe siècle et au XXe siècle l’équipage allemand de la canonnière S.M.S. Hyäne, Catherine Routledge, Alfred Métraux et Thor Heyerdahl trouvent les moaï renversés de leurs ahu. Que s’est-il passé entre-temps ? La tradition orale parle de guerres entre clans, les paléoenvironnementalistes évoquent des séismes et des tsunamis (l’île est un édifice volcanique ), les historiens et les économistes décrivent l’appropriation de l’île par les éleveurs de moutons et l’action des missionnaires. Ces causes, bien sûr, ne sont pas exclusives les unes des autres. Quoi qu’il en soit, en 1916 les équipes de Catherine Routledge ont exhumé des moaï enfouis dans le sol et souvent gravés de pétroglyphes ; en 2010 et 2011, une expédition codirigée par Jo Anne Van Tilburg et Cristián Arévalo Pakarati a multiplié et approfondi ces fouilles.
Selon les archéologues Terry Hunt de l’Université d'Hawaï et Carl Lipo de l’Université d'État de Californie, les statues, après avoir été taillées en position horizontale dans la roche volcanique du Rano Raraku, ont pu être déplacées debout depuis le site jusqu’à leur destination finale, par un mouvement de balancier régulier initié par des tireurs de cordes et surnommé « méthode du réfrigérateur ».

### Pétroglyphes et tablettes rongorongo

Tablette rongo rongo, illustration du Voyage de Pierre Loti à l'Île de Pâques édité dans la Revue de Paris en 1905.

Les matamua ont laissé des statuettes en bois moko et des pétroglyphes dont les symboles se réfèrent souvent au culte de Make-make. Très semblables à l’art polynésien, leur interprétation n’a pas suscité de polémiques, contrairement aux tablettes rongorongo, ainsi nommées d’après le lieu de culte Orongo. Durant plus d’un siècle, ces tablettes couvertes de signes énigmatiques en « boustrophédon inversé » restèrent incomprises, enchantant les amateurs de mystères et suscitant une multitude de théories et de spéculations en lien avec l’histoire de l’écriture et divers mythes comme celui du continent disparu Mu,.
Si la signification précise de chaque symbole rongorongo est perdue, les séries répétées comme « oiseau-pénis-poisson-vulve-humain » ont été, dès 1899 rapprochées des refrains traditionnels des hymnes généalogiques polynésiens (« les oiseaux ont copulé avec les poissons et ainsi ont engendré les premiers hommes »). Sur cette base, elles ont fait l’objet d’un décodage par l’ethnographe russe Irina Fedorova, mais ce décodage, évidemment en partie conjecturel, « mettait fin au mystère » et renforçait l’hypothèse de l’origine polynésienne de la civilisation matamua : il a donc été sévèrement critiqué.

## Européens anciens, Égyptiens, Incas et île de Pâques
Selon une thèse jadis défendue par Thor Heyerdahl puis plus récemment par Jean-Hervé Daude, Denise Wenger et Charles-Edouard Duflon, il y aurait eu vers 1465 une colonisation de l’île de Pâques par l’Inca Tupac Yupanqui qui y aurait introduit les connaissances concernant le travail de la pierre. Cette thèse s’appuie sur un modèle du peuplement de la Polynésie selon lequel Viracocha, aussi appelé « Kon-Tiki », aurait été un blanc barbu, adorateur du Soleil, dont les compagnons, Européens ou Égyptiens, auraient fondé les principales civilisations d’Amérique précolombienne. Un groupe mené par Viracocha-Kon Tiki aurait été chassé de Tiwanaku, se serait réfugié par bateau dans l’Océan Pacifique et serait à l’origine des civilisations de Polynésie, d’où la présence de deux populations distinctes sur l’île de Pâques : les « hommes minces » polynésiens et les « hommes trapus » sud-américains d’origine européenne ou égyptienne ; Thor Heyerdahl a donné le nom de Kon-Tiki au radeau à bord duquel il a relié le Pérou aux îles Tuamotu en 1947, imitant le trajet supposé de Viracocha. Il a aussi supposé que le nom de Matakiterani (« yeux regardant le ciel ») employé par certains auteurs pour l’île de Pâques désignerait les yeux des moaï et proviendrait du grec ancien μάτια κοιτάζουν ουράνο matia kitazoun ourano ; pour étayer cette hypothèse, il a monté en 1969-1970 l'« expédition Râ » (en) (traversée de l'Atlantique sur un bateau de type égyptien en papyrus).
Selon cette thèse, les « longues-oreilles » ayant importé dans l’île la compétence inca pour le travail de la pierre, les moaï et les ahu seraient donc postérieurs à 1465 ; celui de Vinapu aurait le même mode de construction qu’une chullpa du plateau andin. Certaines statuettes moko représenteraient le cuy, un rongeur typiquement andin. Des études génétiques ont aussi tenté de démontrer les liens entre les matamua et l'Amérique du Sud. Cette théorie est inverse de celle communément admise au sujet du peuplement de l'Océanie selon laquelle ce sont des polynésiens qui ont probablement abordé l'Amérique du Sud et s'y sont fondus. Jean-Hervé Daude pense que les Incas se seraient intégrés au groupe polynésien, abandonnant (à peu de mots près) leur langue, et si leurs caractéristiques génétiques ont disparu, ce serait parce que les « longues-oreilles » auraient été exterminés par les « courtes-oreilles », comme le rapporte une tradition orale suggérée par les questions même de Thor Heyerdahl.

## Européens modernes et île de Pâques

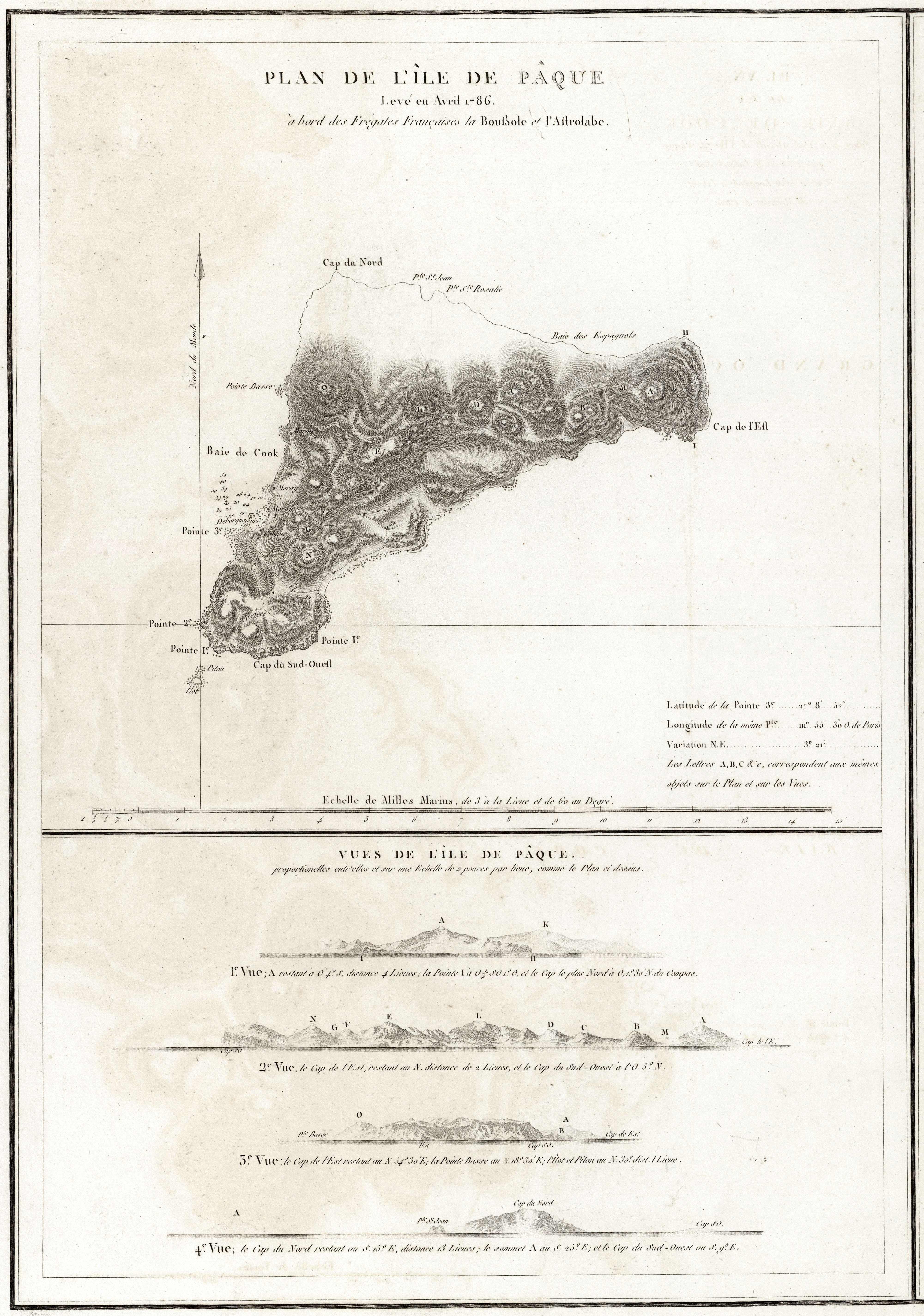
Plan de l’île levé par l'expédition de La Pérouse en 1797

Le premier Européen qui ait aperçu l’île fut peut-être, en 1687 le pirate Edward Davis sur le Bachelor’s Delight, alors qu’il venait des îles Galápagos et naviguait en direction du cap Horn. Son coéquipier Lionel Wafer décrit une île aperçue par hasard, sous la même latitude que l'île de Pâques, sur laquelle ils n'effectuèrent pas de débarquement, et qu'on pensa par la suite pouvoir être un promontoire du légendaire « continent du Sud ».
Le nom de l'île est dû au Hollandais Jakob Roggeveen qui y accosta avec trois navires au cours d'une expédition pour le compte de la Société commerciale des Indes occidentales. Il la découvrit en effet le dimanche de Pâques 1722 et l’appela Paasch-Eyland (île de Pâques). Dans son journal de bord, Jakob fait part de la crainte que cause sa flotte aux indigènes. Les rapports ne sont pas entièrement pacifiques, des vols ont lieu et les bagarres se concluent par les tirs de hollandais qui en tuent une dizaine. Un des participants à l'expédition était le Mecklembourgeois Carl Friedrich Behrens dont le rapport publié à Leipzig orienta l’attention de l’Europe vers cette région à peine connue du Pacifique.
L’explorateur suivant fut l’Espagnol Felipe González de Ahedo qui avait reçu du vice-roi du Pérou l’ordre d’annexer l’île pour le compte de la Couronne espagnole. L’expédition de González de Haedo débarqua le 15 novembre 1770. Après une visite rapide et très partielle de l’île, exploration d'une demi-journée dans un seul secteur, et après un contact amical avec une population à structure sociale hiérarchisée, Felipe González de Haedo qui ne pensait pas qu’il s’agisse de l’île de Roggeveen, décida d’annexer cette terre à la Couronne d’Espagne et la nomma San Carlos. Les indigènes, lors d'une cérémonie, consentent à l'annexion en invoquant Make-make et apposent leurs signatures sur un document officiel en utilisant des pictogrammes incompréhensibles pour les Européens. Haedo fit planter plusieurs croix sur la pointe du volcan Poike.
Durant les années qui suivirent, l’Espagne ne se soucia guère de sa nouvelle possession et au cours de sa deuxième expédition du Pacifique Sud, James Cook visita l’île du 13 mars 1774 au 17 mars 1774 mais lui non plus ne fut pas enthousiasmé par l’île et écrivit dans son livre de bord : « Aucune nation ne combattra jamais pour l’honneur d’avoir exploré l’Île de Pâques, […] il n'y a pas d’autre île dans la mer qui offre moins de rafraîchissements et de commodités pour la navigation que celle-ci ». Il ne compte que 600 habitants sur l'île. Il mentionne toutefois les moaï et les compare aux tiki funéraires des Îles Marquises.
Son séjour fournit des informations essentielles sur la constitution géologique, la végétation, la population et les moaï. Les naturalistes du bord, les allemands Johann Reinhold Forster et son fils Georg Forster ont dessiné les premiers croquis de l’île qui, gravés et publiés dans un style alors typiquement romantique, firent sensation en Europe. Ces croquis montrent qu’en 1774, donc neuf décennies avant le raid des esclavagistes péruviens contre les matamua qui étaient alors adeptes du culte de Make-make, certains moaï étaient debout sur leurs ahu alors que d’autres étaient inachevés, à terre, apparemment abandonnés ; certains gisaient couchés en rang perpendiculairement à leur ahu, la tête vers l’intérieur de l’île et les pukao (coiffes) ayant roulé au sol, comme renversés par un raz-de-marée.
En 1786, le navigateur français La Pérouse débarqua sur l’île de Pâques au cours de sa circumnavigation terrestre, effectuée sur l’ordre du roi Louis XVI. La Pérouse avait l’ordre de dessiner des cartes précises afin de contribuer, avec l’étude des peuples du Pacifique, à la formation du dauphin.

## LeXIXesiècle

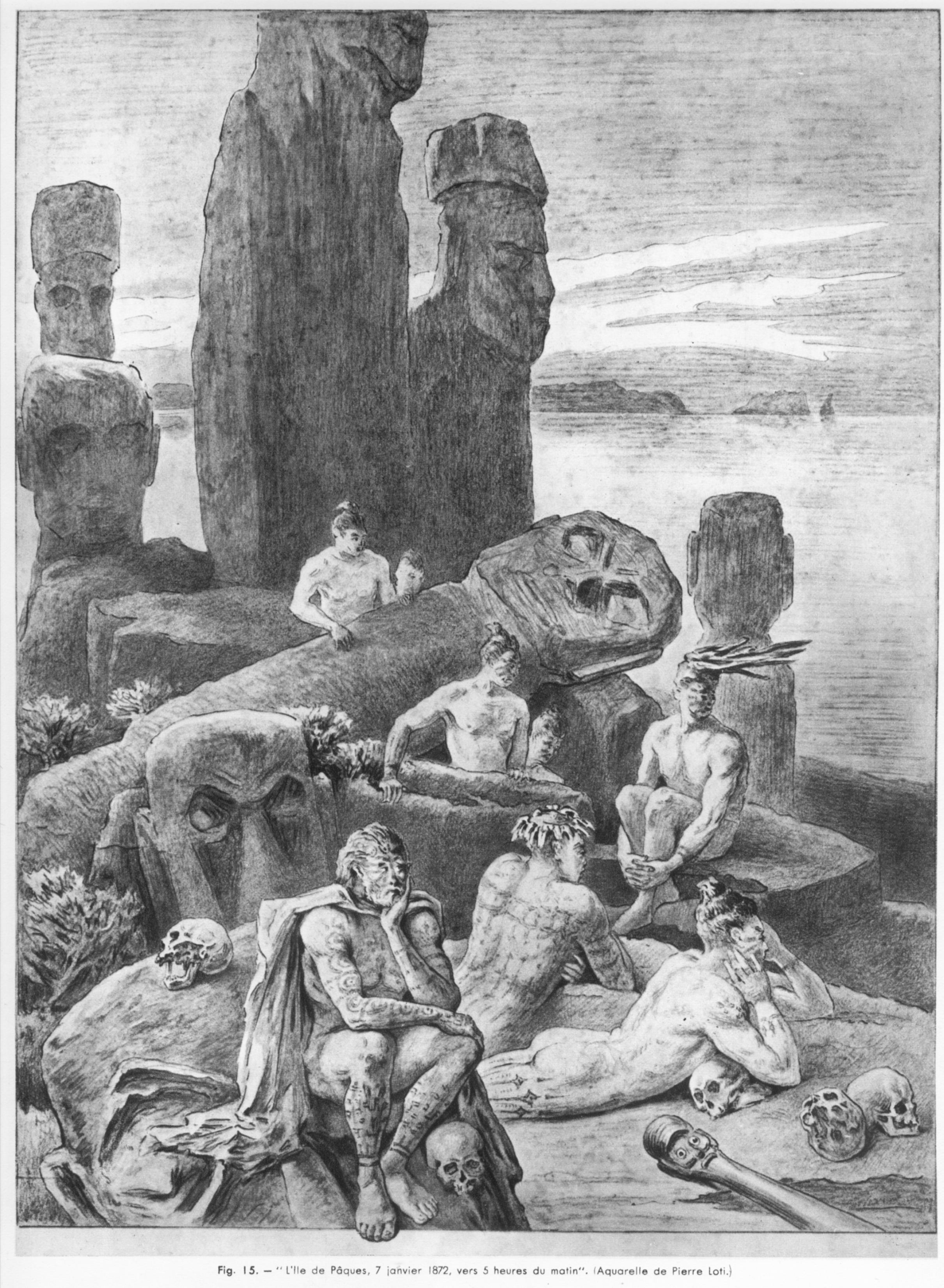
Dessin de Pierre Loti L’Ile de Pâques, le 7 janvier 1872 vers 17 heures.

Avant le XIXe siècle, Roggeveen, González, Cook et La Pérouse trouvent et représentent l’île relativement boisée et des ahu portant des moaï encore debout. En revanche, au XIXe siècle et au XXe siècle l’équipage allemand de la canonnière S.M.S. Hyäne, Katherine Routledge, Alfred Métraux et Thor Heyerdahl trouvent l’île dépourvue d’arbres et les moaïs tous renversés de leurs ahu. Que s’est-il passé entre-temps ? La tradition orale parle de guerres internes, les paléoenvironnementalistes évoquent des séismes et des tsunamis (l’île est volcanique, même si ses volcans ne sont plus actifs à part des fumerolles), les historiens et les économistes décrivent l’appropriation de l’île par les éleveurs de moutons et l’action des missionnaires. Ces causes, bien sûr, ne sont pas exclusives les unes des autres.
En 1808, un premier navire chasseur d'esclaves accoste sur l'île et capture 24 indigènes après avoir tiré sur la population. Le navire quitte l'île et les captifs tenteront, trois jours plus tard, de rejoindre l'île à la nage malgré l'éloignement. Cet épisode est suivi de plusieurs autres incursions esclavagistes et rendent la population hostile. En 1816, ils empêchent le débarquement d'une expédition russe. En 1822, un baleinier s'attaque à la population  et les femmes sont violées. Ils transmettent la variole ainsi que des infections sexuellement transmissibles. En 1862, six navires péruviens massacrent et soumettent à l'esclavage la majorité des habitants de l'île afin de les faire travailler dans ses exploitations de guano. Cette dernière expédition provoque la capture du roi, de sa famille et du clergé dépositaires de la mémoire historico-culturelle de l'île. Les protestations du gouvernement français forcent le Pérou à relâcher ces esclaves, cependant seulement 15 d'entre eux ne survivent au voyage de retour. L'île est alors soumise à une épidémie de tuberculose et de lèpre et sa démographie est très basse.

### L'évolution démographique
Selon Alfred Métraux, la population matamua d’origine est passée d’environ 2 500 personnes au début du XIXe siècle à seulement 111 en 1877 : cette diminution est due d’une part aux maladies introduites par les explorateurs européens, comme la tuberculose et la syphilis, et d’autre part aux raids des marchands d’esclaves armés opérant à partir de Callao au Pérou, qui, de 1859 à 1863, capturent les matamua après les avoir attirés par la musique et des présentations de tissus, et déportent environ 1500 d’entre eux pour les vendre aux sociétés péruviennes exploitant le guano des îles Chincha. Toujours selon Métraux, la société matamua est largement déstructurée par la capture et le massacre en 1861 des ariki (guerriers), des prêtres et du clan Miru (revendiquant descendre de Hotu Matu'a) dont faisaient partie l’ariki-nui (roi) Kaimakoi et son héritier Maurata, de sorte que la mémoire identitaire des autochtones est en grande partie perdue.
En raison des épidémies, la population restante diminue encore fortement durant les années 1860 et 1870, avec pour résultat qu’après les immigrations ultérieures, en provenance entre autres des Gambier (Rapa), de Tahiti et des Tuamotu, les matamua d’origine ne représentaient plus que 6 % environ de la population Rapa Nui qui formait la moitié des habitants, les Européens et Sud-Américains d’origine étant 45 % et les Asiatiques 5 %. Les Polynésiens venus dans l’île après 1861, déjà pourvus d’anticorps contre les maladies des Européens et déjà christianisés, ont été amenés par les planteurs Dutrou-Bornier, Mau et Brander comme ouvriers agricoles, entre 1864 et 1888. Au XXIe siècle la population Rapa Nui est en grande partie métissée et totalement christianisée, culture polynésienne et culture chilienne se mélangeant.

### La Mission catholique (1864)

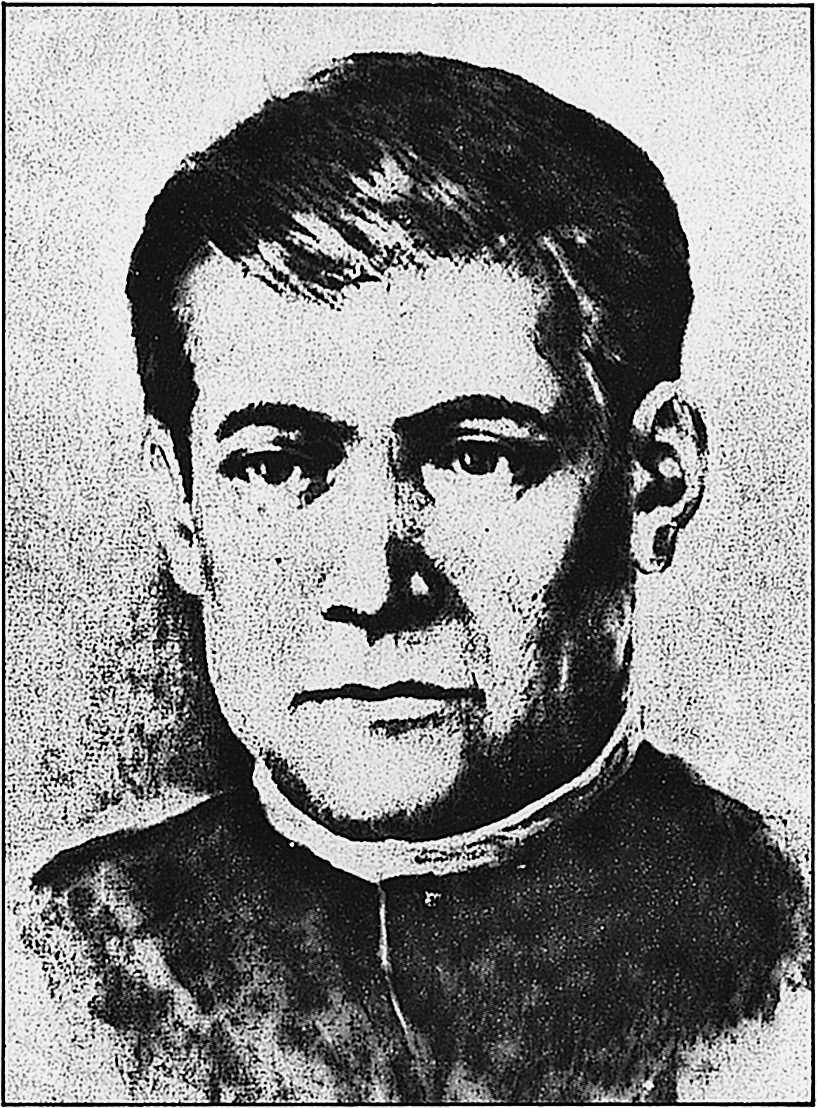
Eugène Eyraud, missionnaire sur l'île de Pâques.

C’est en 1864 que le premier Européen sédentaire s’installe sur l’île : c’est Eugène Eyraud, un Français ouvrier mécanicien à Copiapó (Chili), qui a décidé de se consacrer à l’évangélisation. Il arrive sur l'île le 2 janvier 1864 accompagné de six Rapanuis ayant survécu aux razzias péruviennes et réfugiés à Papeete. Dans le compte-rendu de son séjour d'observation, il rend compte de la mortalité due aux maladies importées, et des conflits entre les chefs de l'île. Il tente de prêcher le catéchisme en tahitien. Le 9 octobre 1864, un navire accoste : Eugène Eyraud, lui-même malade, y embarque et repart de l'île afin d'être soigné.
En mars 1866, Eugène Eyraud revient sur l'île avec Hippolyte Roussel et trois catéchistes parlant mangarévien. L'évangélisation ne parvient pas à se mettre rapidement en place à cause du conflit qui oppose trois chefs locaux. La population est alors dispersée en plusieurs hameaux tandis qu'Hanga Roa, auparavant très habitée, est en partie désertée. En novembre 1866, Jean-Baptiste Dutrou-Bornier accoste sur l'île et y débarque deux missionnaires supplémentaires. Les lettres des missionnaires montrent que les deux missions se retrouvent opposées dans leurs visions et provoquent des tensions politiques supplémentaires. Elles érigent chacune sa propre chapelle.

### Jean-Baptiste Dutrou-Bornier

#### Installation
En 1868, le capitaine français Jean-Baptiste Dutrou-Bornier revient sur l'île de Pâques avec son propre matériel et sa famille afin d'y installer une plantation agricole. Le charpentier de marine, Pierre Mau, l'accompagne. Collaborant initialement avec les missionnaires catholiques, il participe à la création d'un « Conseil d'État », composé de quatre insulaires identifiés comme des chefs, et sollicite sans succès l'établissement d'un protectorat français en novembre 1868. Le Conseil d'État est présidé par Hyppolite Roussel qui rattache malgré tout l'île au vicariat apostolique français de Tahiti (elle en dépendra jusqu'en 1911). Parallèlement, Dutrou-Bornier et les missionnaires commencent à acquérir des terres, souvent dans des conditions contestées. Dutrou-Bornier revendique pour lui-même 706 hectares dès le 3 août 1868, incluant des zones stratégiques telles que Rano Kao et Haŋa Piko,.
Ces transactions foncières altèrent les règles traditionnelles de résidence des clans (mata), provoquant des regroupements forcés dans des zones comme Haŋa Roa, Vaihū et Mataveri. Les tensions entre groupes rivaux, notamment les Miru, les Tupahotu et les Ngaure, s'intensifient alors que ces derniers doivent partager des territoires autrefois exclusifs.

#### Conflits

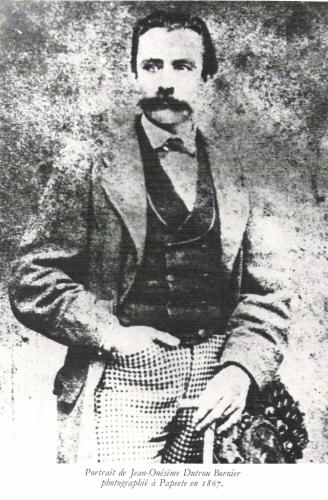
Jean-Baptiste Dutrou-Bornier, autoproclamé roi de l'île de Pâques en 1872.

Entre juin 1869 et janvier 1870, Dutrou-Bornier continue d'acheter des terres, souvent sans nommer les vendeurs ou définir clairement les surfaces acquises. Les missionnaires, menés par le père Roussel, s'opposent à ces pratiques, qu'ils jugent abusives, notamment lorsque des enfants sont impliqués dans ces « ventes ». Cette opposition marque le début d'un conflit ouvert entre Dutrou-Bornier et les missionnaires. C'est également en 1869 que Pierre Mau quitte l'île et revend ses propriétés à la Mission catholique.
Du côté des chefs autochtones, les alliances évoluent. Torometi, autrefois allié des missionnaires, s'associe à Dutrou-Bornier, tandis que Roma, chef d'Akahaŋa, reste loyal aux missionnaires et forme une milice opposée. Les conflits interclaniques provoquent des épisodes de violence avec des maisons incendiées et des morts causés par les armes distribuées par Jean-Baptiste Dutrou-Bornier. En janvier 1870, la visite du navire de guerre chilien O’Higgins force une brève trêve motivée par la crainte de voir l'Île passer sous influence chilienne. Toutefois, cette accalmie est de courte durée, et Dutrou-Bornier utilise des ressources laissées par le navire chilien pour poursuivre ses attaques contre la mission.

#### L'exode de 1871
En raison de l'intensification des conflits, le père Roussel obtient l'autorisation de l'évêque de Tahiti pour déplacer la mission et les convertis vers Mangareva. Le 6 juin 1871, il quitte l'île avec 277 insulaires, dont 168 sont installés à Mangareva et 109 à Tahiti. Ces derniers rejoignent la plantation de John Brander à Haapape en tant que travailleurs engagés. Le 30 octobre 1871, Dutrou-Bornier conclue un contrat d’association pour l’exploitation de l’île de Pâques avec John Brander. Il continue de lui envoyer quelques insulaires afin de travailler dans les exploitations de Brander, puis réduit cela au regard d'une démographie excessivement basse.
En 1872, seuls 175 habitants sont recensés sur l’île, un chiffre qui atteint son point le plus bas en 1877 avec seulement 111 personnes, dont 26 femmes. La diaspora Rapanui à Tahiti et Mangareva permet à ces exilés de s'intégrer et devenir propriétaires terriens.

#### JeanIer, roi de l'île de Pâques
Jean-Baptiste Dutrou-Bornier s'autoproclame roi de l'île de Pâques, se donnant le nom de Jean Ier, et tente d'obtenir de nouveau le protectorat français en 1872. Cette demande est motivée par le désir d’intégrer l’île à la « grande famille polynésienne ». Cependant, le gouvernement français rejète cette proposition, estimant que l’île n’offrait pas d’intérêt stratégique ou économique,.
Le règne de Dutrou-Bornier s’achève en 1876 avec sa mort dans des circonstances obscures. Il laisse derrière lui une société rapanui décimée et fragilisée. Ses deux filles issues de son mariage avec Koreto fondent cependant deux des lignées actuelles de l’île. La mort de John Brander, en 1877, provoque des problèmes juridiques supplémentaires sur l'exploitation des terres.

### Reformation du royaume de l'île de Pâques

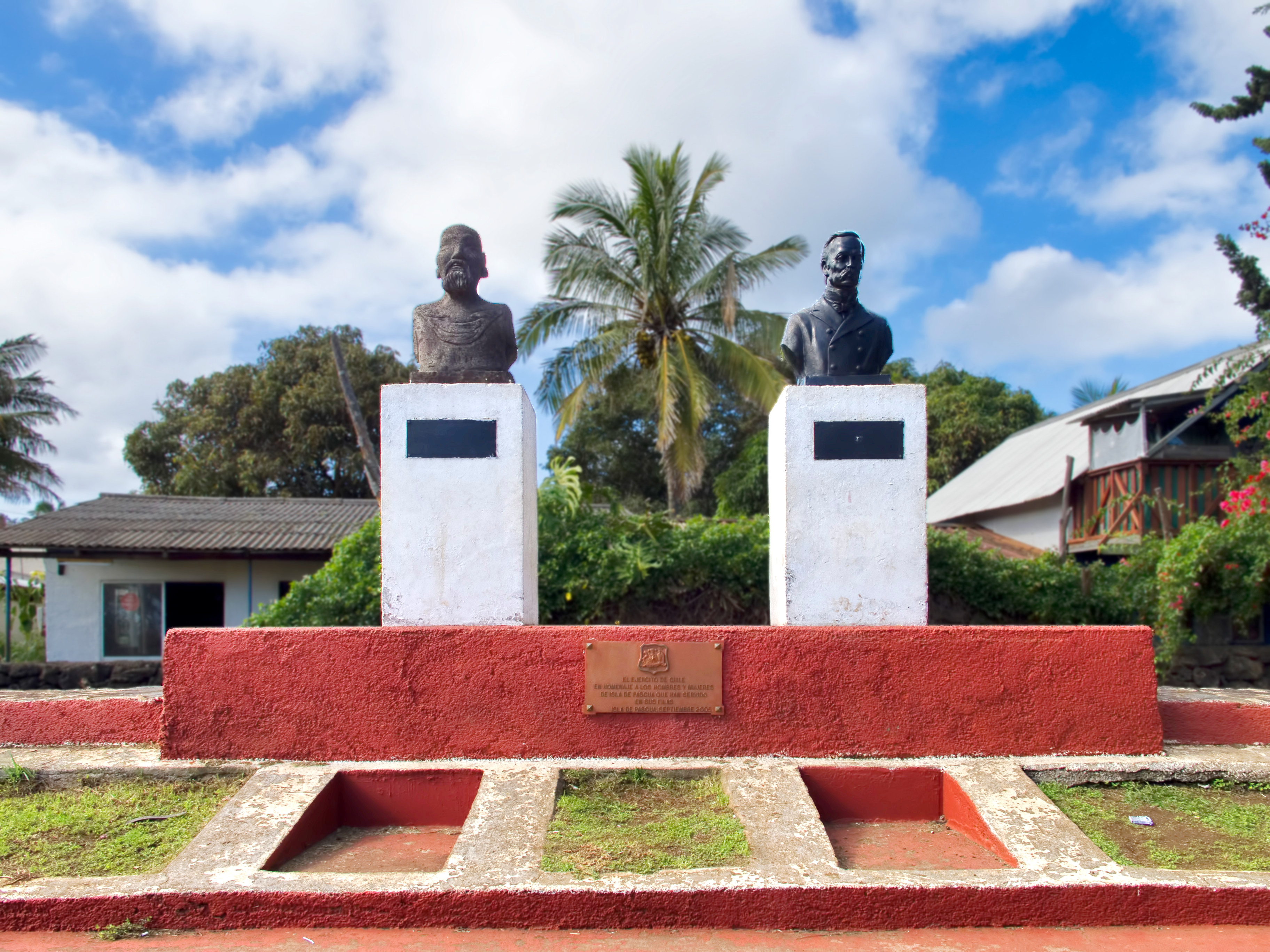
Bustes d'Atamu Tekena et Policarpo Toro sur la place centrale d'Hanga Roa.

En 1882, lors d'une visite sur l'île, Hippolyte Roussel remarque que malgré la chute démographique et la diaspora, un nouveau gouvernement autochtone semble se former en l'absence de présence européenne. Ce gouvernement est directement influencé par le christianisme et la société tahitienne, disposant d'un roi, de deux conseillers et de deux juges. Le titre d'ariki est alors attribué à Atamu Tekena car il serait un descendant des précédents rois de l'île de Pâques. C'est d'ailleurs lui qui négocie, en tant qu'entité politique, les termes de l'annexion de l'île par le Chili avec Policarpo Toro.
Depuis la mort de John Brander, il y a toutefois bien un propriétaire terrien ayant une grande influence économique sur l'intégration de l'île au sein du commerce dans le Pacifique. Alexander Ariʻipaea Salmon (en) représente la Maison Brander sur l'île. En 1882, il possède un cheptel de 10 000 moutons qui lui permet d'expédier 18 tonnes de laine à Tahiti chaque année. Il travaille sur l'île aux côtés de vingt autres travailleurs tahitiens qui se sont si bien intégrés aux traditions de l'île qu'ils contribuent à la formation de ce nouvel organe politique.
Cependant, Alexander Salmon ne considère par Atamu Tekena comme un ariki, mais plutôt comme un tavana rahi (grand chef de district). Il s'agit d'une adaptation faisant suite à la suppression des titres de ari'i dans la société tahitienne. En effet, de par ses liens de parentés liés aux Pomare, sa soeur cadette Marau Taʻaroa étant la femme de Pōmare V, il se désigne comme roi légitime de l'île. Et, en effet, par son influence, l'île fait partie d'un cadre politique et économique plus vaste relié à Tahiti.
Ce contexte géopolitique et économique, à l'heure des protectorats français en Polynésie, est un argument supplémentaire qui pousse le capitaine chilien à engager les négotiations d'annexion avec Atamu Tekena qu'il désigne en tant que roi.

## Voyages et expéditions scientifiques

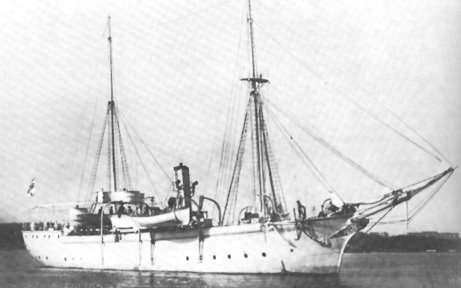
Photographie de la canonnière allemande SMS Hyäne

En 1882, la cannonière allemande « S.M.S. Hyäne » (« La Hyène ») visita durant cinq jours l’île de Pâques au cours d’une expédition dans le Pacifique. Le capitaine-lieutenant Geiseler avait l’ordre de l’amirauté impériale d’entreprendre des études scientifiques pour le département ethnologique des musées royaux prussiens à Berlin. L’expédition a fourni entre autres les descriptions très détaillées des us et coutumes, de la langue et de l’écriture de l’île de Pâques ainsi que des dessins exacts de différents objets culturels, des statues (moaïs), des croquis de maisons et un plan détaillé du lieu de culte Orongo.

En 1886, alors qu’il visitait l’île à bord du navire américain « Mohi », le médecin de marine William Thomson a pris les premières photos de moaïs. Il obtient des informations de la part des vieillards sur les origines de leur peuple ainsi que sur le peuple des Hanau epe (longues oreilles) et les Hanau Momoko (courtes oreilles). Il effectue une reconnaissance du village d'Orongo et y dénombre 555 statues et 113 plateformes cérémonielles.

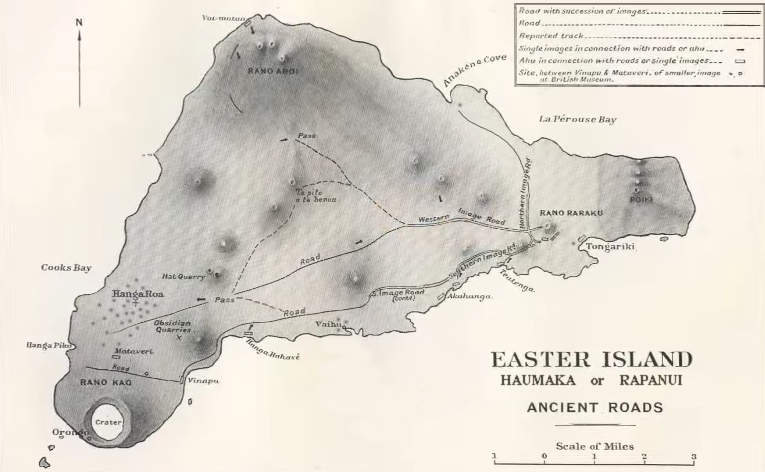
La carte établie par Katherine Routledge en 1916

En 1914 l’exploratrice britannique Katherine Routledge, membre de la British Association for the Advancement of Science, du British Museum et de la Royal Geographical Society, arriva dans l’île à bord de sa goélette Mana et se livra durant deux ans à des fouilles et des essais d’archéologie expérimentale sur les sites du Rano Raraku, d’Orongo et d’Anakena. Elle recueillit auprès des descendants de la catastrophe démographique de 1862 et transcrivit cette tradition orale dans la littérature polynésienne concernant Hotu Matu'a, le Tangata manu, les noms des clans et des territoires matamua et la manière de lire les rongorongo.
En 1934-1935, l’archéologue belge Henri Lavachery, l’anthropologue suisse Alfred Métraux et l’archéologue français Louis-Charles Watelin explorent systématiquement l’île pour le Muséum français : ils en rapportent des têtes de moaï (la plus grande se trouve actuellement au Musée du Quai Branly, les autres au Louvre).
En 1953, c’est l’explorateur norvégien Thor Heyerdahl qui à son tour parcourt l’île accompagné de 23 compagnons principalement norvégiens dont quatre archéologues (les Américains Edwin Ferdon et Carlyle Smith, le Norvégien Arne Skjølsvold et le Chilien Gonzalo Figueroa), pour étayer sa théorie de l’influence de l’empire inca. Depuis lors, de très nombreuses expéditions, campagnes de fouilles et essais d’archéologie expérimentale ont accru les connaissances sur le passé de l’île.

## L’île de Pâques, territoire chilien

### Annexion et répression

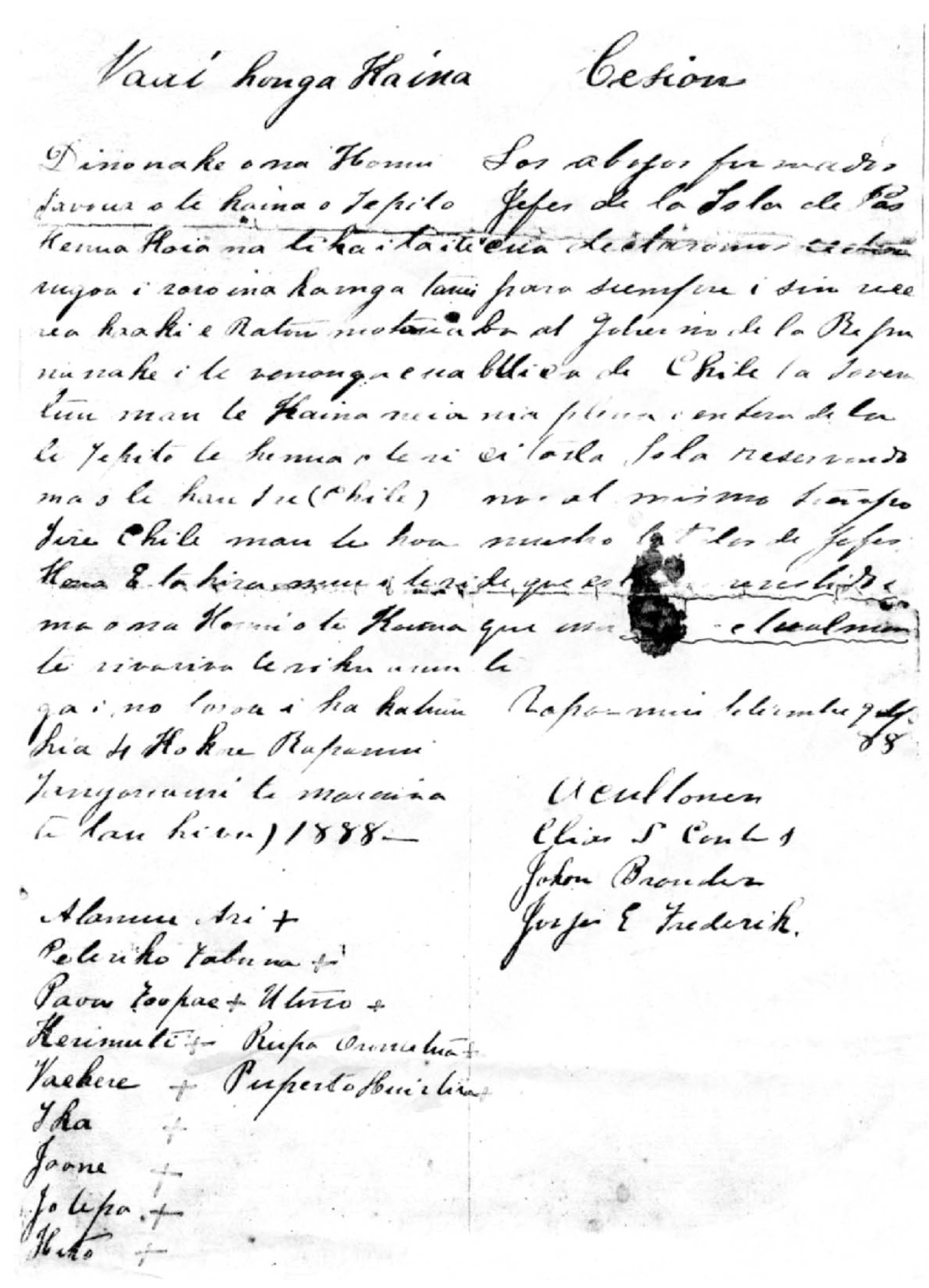
Le traité d'annexion Rapa Nui-Chili de 1888 avec traduction tahitienne et rapa Nui à gauche et traduction espagnole à droite

Le 9 septembre 1888, l’île est annexée au nom du Chili par le capitaine de corvette Policarpo Toro (1856-1921), qui y séjournait depuis 1886 et menait les négociations avec les habitants, malgré quelques tentatives de la France pour les contrecarrer. La lignée royale, descendant de Hotu Matu'a (le clan Miru) étant éteinte depuis 1861, un « traité d’annexion de l’île » est signé avec le chef coutumier Atamu Tekena, reconnu comme « roi » par le gouvernement chilien.
L’administration chilienne initiale sur l’île est déléguée à des sociétés privées. Cependant, ce système se révèle profondément déséquilibré et oppressif, reposant sur des codes juridiques comme le Bando Rojas de 1902. Ce texte impose des restrictions à la fois politiques et territoriales : les Rapanui doivent reconnaître le Chili comme seule autorité, renoncer à leur monarchie traditionnelle et se contenter des terres cultivables à Hanga Roa, prêtées mais non possédées. Parallèlement, la circulation sur l’île est strictement contrôlée, renforçant ainsi l’isolement des insulaires.
Le rôle de médiation entre la communauté et l’administration est confié à des chefs locaux désignés, dans une tentative d’organisation comparable au système colonial d’administration indirecte. Ces chefs, bien que socialement avantagés par leur position, résistent souvent aux intérêts de la compagnie en protégeant leur communauté, refusant notamment de dénoncer les Rapanui impliqués dans des grèves ou des actes de désobéissance.

Après la disparition de Siméon Riro ‘a Gure en 1898, reconnu comme le dernier roi légitime par les insulaires, la monarchie devient un enjeu crucial de contestation. La nomination de figures comme Enerike Ika, perçu par les Rapanui comme roi, atteste de leur volonté de maintenir un système politique local en dépit des pressions administratives. Enerike coordonne des grèves contre les restrictions imposées, notamment l’interdiction d’accès à des ressources essentielles comme l’eau douce. Plus tard, Moïse Tu‘u Hereveri, d’origine tahitienne, se retrouve à la tête d’une rébellion majeure en 1902, s’opposant au nouvel administrateur Horacio Cooper.

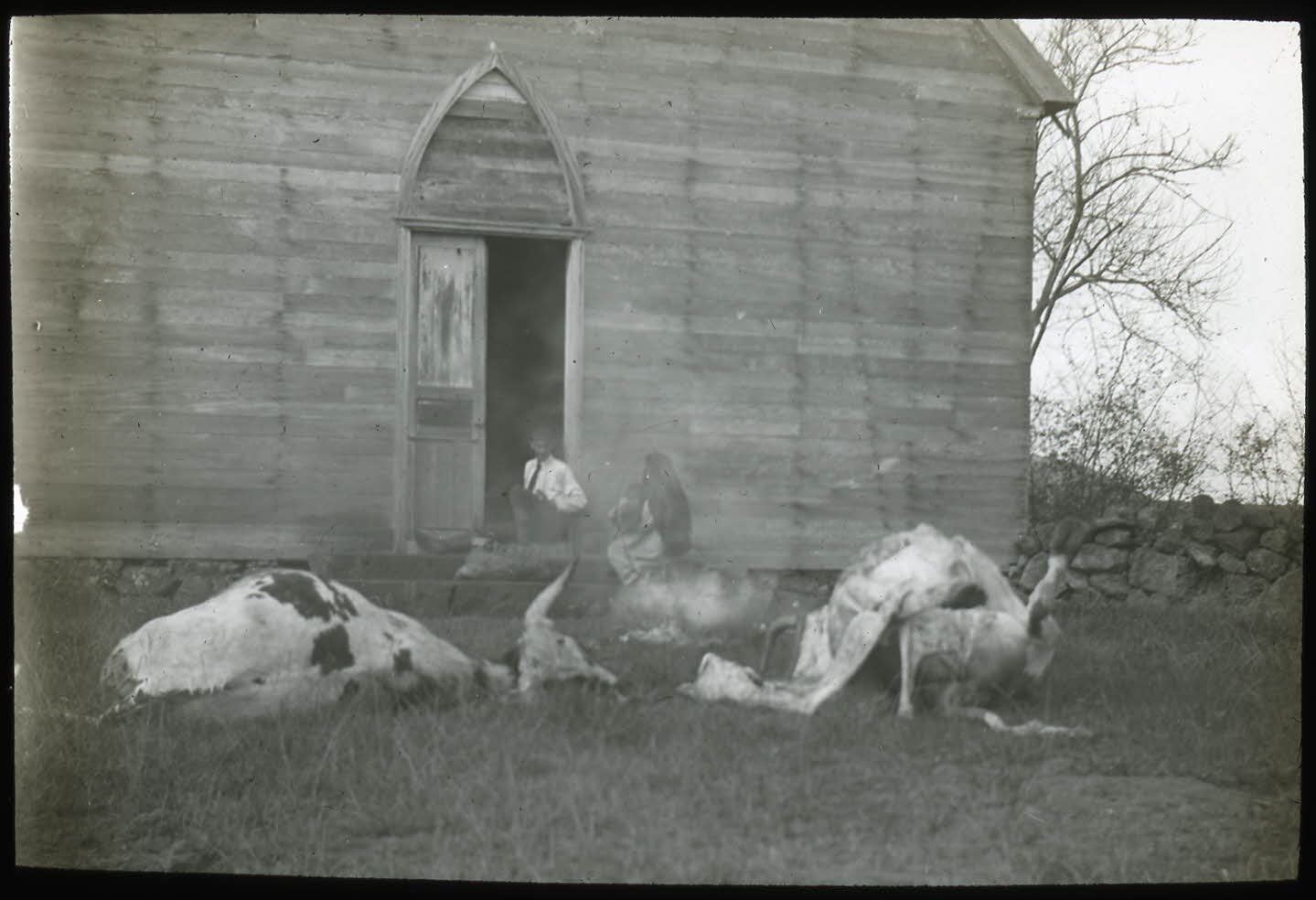
Carcasses de bovins morts devant une maison à Hanga Roa, 1914

En 1914, la cheffe religieuse Angata dirige une révolte depuis Hanga Roa sur base d'une vision prophétique annonçant que Dieu réclame la libération d l'île et la mort de Merlet, directeur de l'entreprise coloniale chilienne. Le 30 juin 1914, elle envoie son gendre Daniera Maria Teave Haukena au directeur de l'entreprise Henry Percy Edmunds avec une déclaration selon laquelle les indigènes ont l'intention de reprendre les terres et le bétail de l'entreprise.
La rébellion est écrasée le 5 août lorsque le navire naval chilien General Baquedano accoste et arrête quatre des meneurs. Le commandant Almanzor Hernández ne punit aucun indigène et trois des dirigeants emprisonnés sont libérés, mais le gendre d'Angata, Daniera, est expulsé de l'île.
L’île est divisée entre la « réserve » de Hanga Roa instituée par Alexander Salmon, soit 6 % de la surface de l'île, où sont parqués les Rapa Nui, et la Compagnie Williamson-Balfour, qui possède le reste et y élève des moutons jusqu’en 1953.

### Vers la fin du régime répressif
De 1953 à 1966, l’île est sous le contrôle de la Marine chilienne.
En décembre 1964, Alfonso Rapu (es) organise un mouvement contestataire des injustices infligées aux Rapanui et réclamant leur intégration en tant que citoyens dans la République chilienne. Le sabotage symbolique d’un bulldozer destiné à quitter l’île et l’élection non autorisée de Rapu comme maire mettent en lumière les revendications d’autonomie et de justice sociale portées par les Rapanui. Ces actions sont perçues par l’État chilien comme une menace pour sa souveraineté sur l’île, dans un contexte où la décolonisation devenait une question centrale sur la scène internationale.
Face à ces événements, le gouvernement chilien réagit en envoyant une unité militaire pour réprimer la révolte et en intensifiant ses démarches pour intégrer pleinement l’île à l’administration nationale. La république du Chili initie une stratégie préventive pour renforcer le contrôle de l'île avec la promulgation de la « loi Pâques » en février 1866. Cette loi marque l’incorporation officielle de Rapa Nui à l’administration civile chilienne en créant un département de l’île de Pâques, rattaché à la province de Valparaíso. Les Rapanui obtiennent la citoyenneté et de nouvelles infrastructures sont construites. Cette situation met fin au régime d'enfermement que subissaient les habitants de l'île depuis l'annexion en 1888.
Cependant, ces avancées s’accompagnèrent d’un processus d’assimilation culturelle. La chiliénisation qui s’ensuit efface progressivement certains aspects des traditions rapanui. L’arrivée des premiers touristes internationaux à la fin des années 1960 marque également le début d’une ouverture économique et culturelle vers l’extérieur, plaçant l’île dans une nouvelle dynamique de globalisation.

### Réappropriation de l'île
Début 1980, l'organisation d'un Conseil des Anciens marque une étape dans la réappropriation politique de l'île par les pascuans à travers des organes autochtones de représentation communautaire. Ce conseil s'oppose au décret foncier imposé sous la dictature et dénonce les précédents traités. C'est également à cette époque que les premières dénonciations sont effectuées auprès de l'Organisation des Nations unies. Des mouvements visent également à réinventer des tenues traditionnelles, reconstituer les généalogies et établir un nouveau drapeau sur base de symboles rapanui.
Depuis les années 1990, la renaissance culturelle maorie des Rapanui se traduit par une résurgence moderne et actualisée des traditions ancestrales (sportives, musicales, artisanales, spirituelles ou culinaires) qui n'exclut ni le catholicisme ni la modernité, mais crée une nouvelle cohésion sociale et une nouvelle identité pascuane dont l'essor va de pair avec l'ouverture de l'île, soutenue par le tourisme. De plus, une loi établie en 1998 redéfinit l'identité de l'ethnie rapanui et crée une institution de développement local.
En 2002, suite à la redécouverte du traité de 1888, le Conseil avance des arguments historiques menant à une nouvelle interprétation des liens qui relient le Chili à l'île de Pâques. La question de la restitution de la souveraineté se retrouve au centre des projets politiques locaux que le Parlemant Rapa Nui espère restaurer.

### Territoire spécial
Le 30 juillet 2007, une réforme constitutionnelle dote l’île d’un statut de « territoire spécial », mais elle continue pour le moment d’être administrée comme une province de la Région V (Valparaíso). Bien que cette réforme ait ouvert la voie à une autonomie potentielle, les propositions de l’État chilien, comme celle d’un gouverneur insulaire désigné par le président, n’ont pas répondu aux attentes des Rapanui. Ceux-ci demandent davantage de contrôle sur leurs terres, leurs ressources et leur gouvernance locale.
En 2010, certains parlementaires expriment un intérêt pour le rattachement à la Polynésie française comme alternative à la tutelle chilienne. Cette stratégie s’appuie sur des liens historiques établis depuis le grand exode des Rapanui vers Tahiti au XIXe siècle et sur une solidarité culturelle polynésienne. Cependant, cette aspiration reste controversée et d'autres militent pour une union élargie des peuples polynésiens. L’inscription de la Polynésie française sur la liste des territoires à décoloniser par l’ONU en 2013 ravive le débat sur le statut de Rapa Nui qui appelle à un processus de décolonisation sous l’égide des Nations unies.

## Galerie

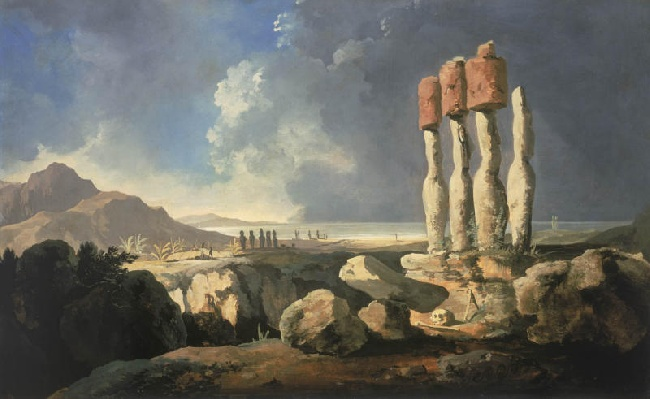
Tableau de 1775 par William Hodges (peintre de l'expédition Cook) montrant des moaï debout sur leur ahu, trois étant coiffés de pukao (coiffes).
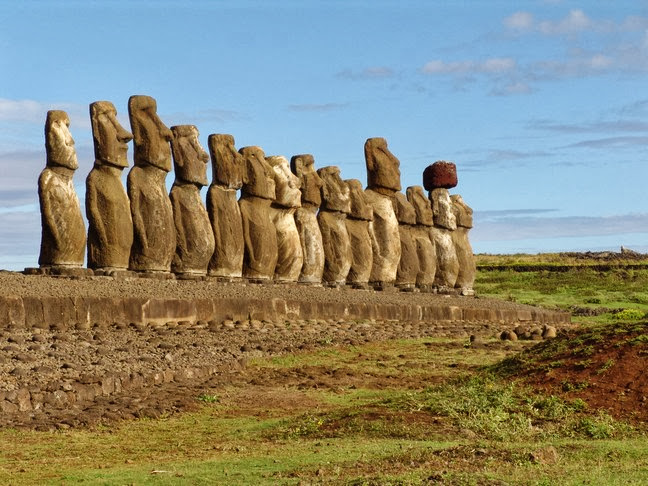
Ahu de Tongariki : les moaïs ont été relevés, l'un d'eux a retrouvé son pukao.
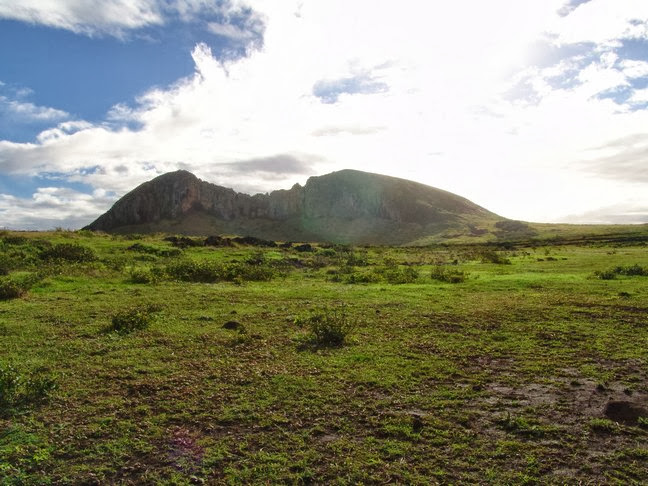
Le volcan-carrière Rano Raraku.
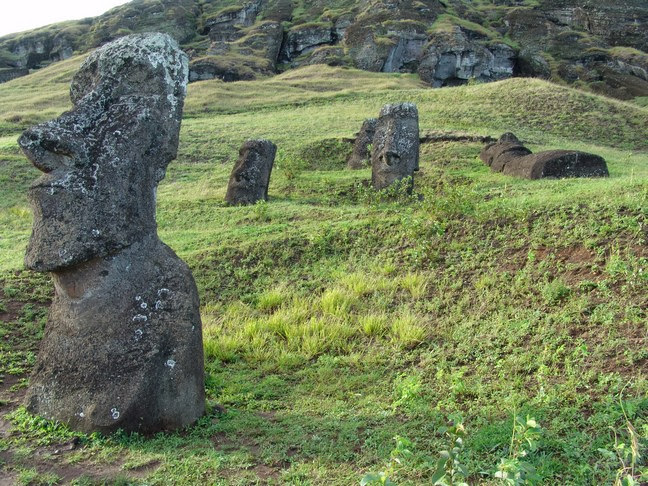
Sur les pentes du Rano Raraku…
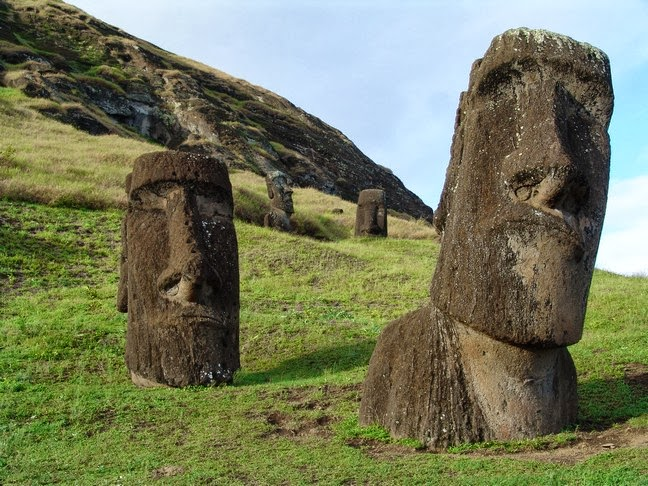
…des moai inachevés ou…
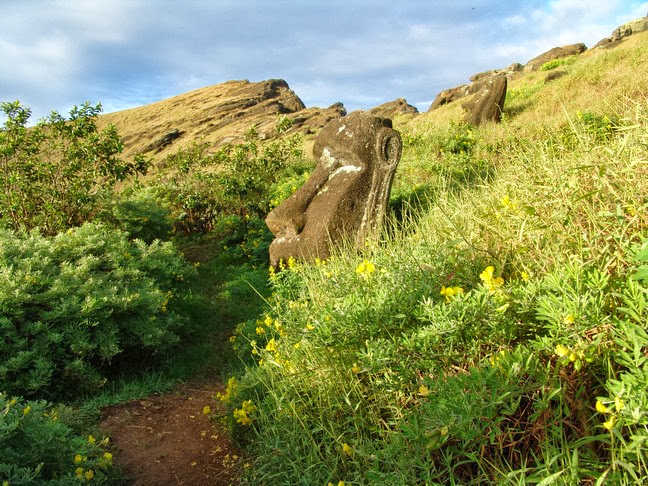
…en cours de transport.
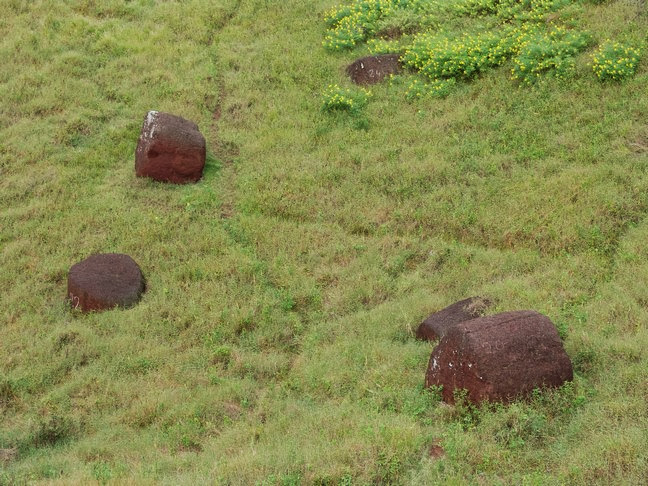
Sur les pentes du Puna Pau, des pukao abandonnés.
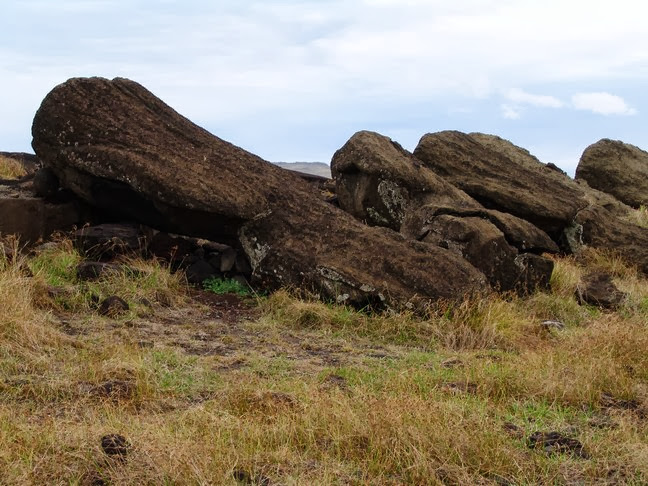
Les moaï renversés de l'ahu Vinapu : séisme et tsunami, guerre civile, changement de culte ou tout cela ?
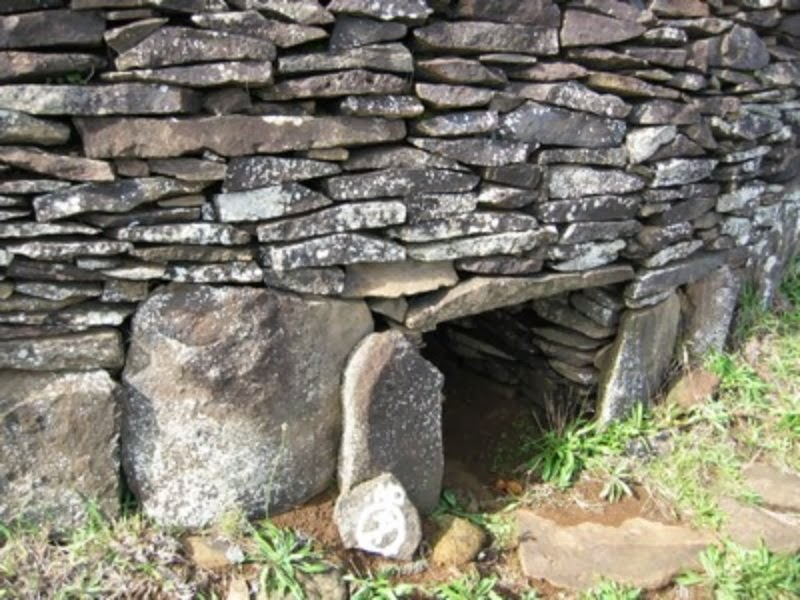
Entrée d'un fare (maison familiale) en pierre.
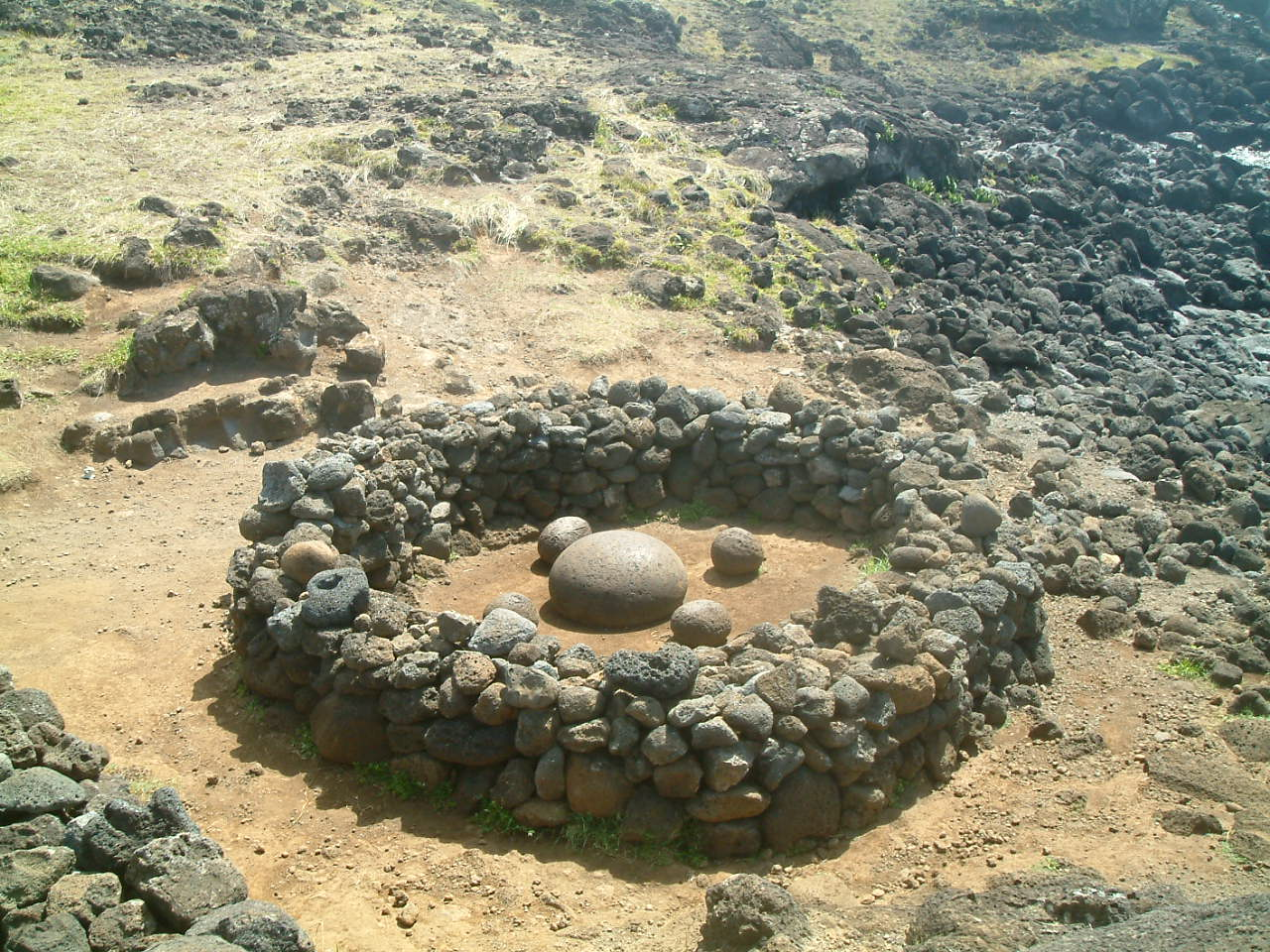
Le marae te pito o te henua (lieu cérémoniel nommé « milieu de la terre » : réplique de la baie de La Pérouse - l'original se trouvait sur le flanc sud-est du mont Terevaka Rano Aroi).
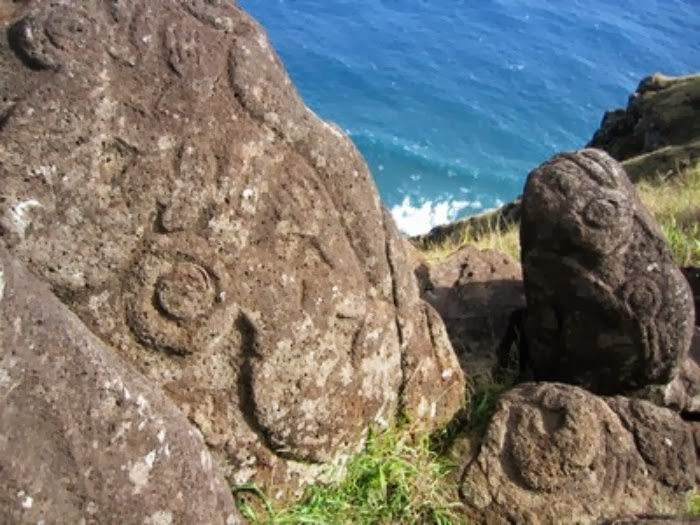
Pétroglyphes (culte de Make-make au-dessus de la falaise d'Orongo).
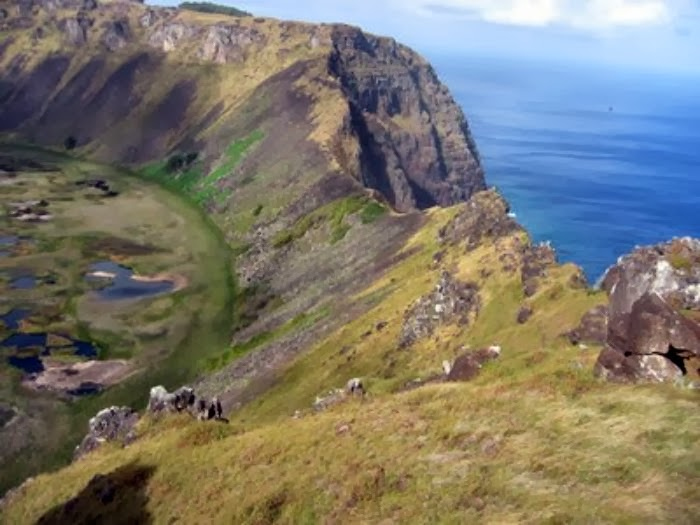
Falaise d'Orongo.
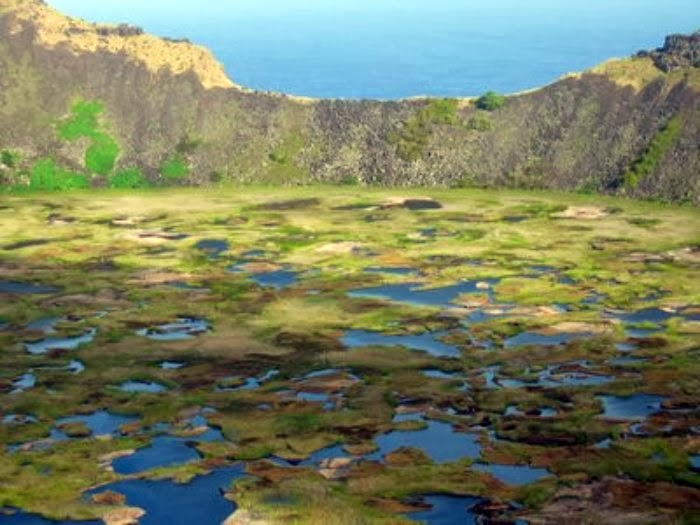
Cratère d'Orongo.
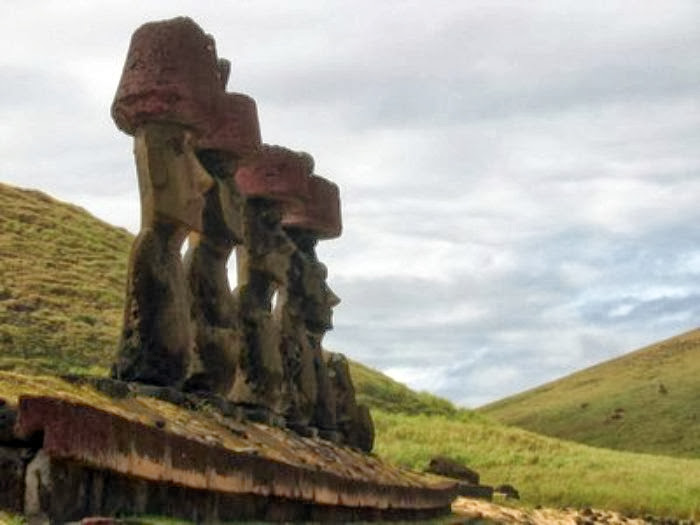
Ahu Naunau : quatre des moaïs ont retrouvé leurs pukao.